# Sanne Schoenmakers
Pour les articles homonymes, voir Schoenmaker.
Sanne Schoenmakers est une joueuse de football néerlandaise née le 8 avril 1993.

## Biographie
Pendant 5 saisons, elle a joué au Standard de Liège. Elle a joué auparavant au RKTSV Kerkrade (Pays-Bas). 
Après un arrêt de plusieurs mois pour se consacrer à la médecine aux Pays-Bas, elle reprend le football au Standard de Liège.

## Palmarès
- Championne de Belgique (6) : 2012 - 2013 - 2014 - 2015  - 2016 - 2017
- Championne de Belgique et des Pays-Bas (1) :  2015
- Championne de Belgique D2 (1) : 2013
- Vainqueur de la Coupe de Belgique (3) : 2012 - 2014 - 2018
- Doublé Championnat de Belgique-Coupe de Belgique  (2) : 2012 - 2014

### Bilan
- 11 titres

## Statistiques

### Ligue des champions
- 2012-2013 : 2 matchs
- 2013-2014 : 2 matchs
- 2014-2015 : 3 matchs, 1 but
- 2015-2016 : 2 matchs
- 2016-2017 : 2 matchs, 5 buts

- Elle inscrit 5 buts dans la rencontre de Ligue des champions féminine de l'UEFA 2016-2017 contre le club macédonien du ŽFK Dragon 2014

## Distinction individuelle
- Meilleure buteuse de Super League en 2016-2017 avec 27 buts